# Ahmed IV Nihad
Ahmed IV Nihad (Ahmet IV Nihat, ur. 5 lipca 1883, zm. 4 czerwca 1954) – pochodzący z dynastii Osmanów, po śmierci Abdülmecida II w roku 1944 został głową domu osmańskiego. Syn Selahaddina Efendiego (zm. 1915), wnuk sułtana Murada V.